# Bjarke Ingels Group
Bjarke Ingels Group (BIG) est un cabinet d'architecture basé à Copenhague au Danemark. Il a été fondé par Bjarke Ingels après avoir créé PLOT Architecture. Il a notamment participé au Superkilen et au pavillon du Danemark de l'exposition universelle de 2010. En 2014, il se voit confier la conception du Lego House à Billund puis l'année suivante le dessin de la nouvelle tour du Two World Trade Center dans le lower Manhattan de New York.
L'agence a conçu le gratte-ciel VIA 57 West à New York qui a une forme pyramidale. Achevé en 2016 il a reçu l'Emporis Skyscraper Award récompensant le gratte-ciel le plus remarquable de l'année.